# Дамјан Иванов
Дамјан Иванов  (XV век) био је дубровачки сликар.

## Уметничко дело
Дамјан Иванов се спомиње у дубровачким и которским документима између 1449. и 1458. Као млад радио је у својству помоћника у сликарским радионицама Ивана Огњановића (1449). После 1452. претпоставља се да је имао властиту сликарску радионицу.